# José Leonardo Calancha
José Leonardo Calancha fue un político colombiano que vivió durante la época del Panamá Colombiano. Fue presidente del Estado Soberano de Panamá entre 1864 y 1865. Tomó posesión del cargo en octubre de 1864 tras la ausencia de Peregrino Santacoloma, quien viajó a Bogotá. 
Durante su gobierno, se alteró la división territorial del Estado, reduciéndolo a seis departamentos: Coclé, Colón, Chiriquí, Los Santos, Panamá y Veraguas.
No obstante, el gobierno de Calancha fue efímero y muy criticado por la prensa, donde se le acusó de desfalco y de participar en las utilidades de contratos que se realizaban entre el gobierno y particulares. La situación ocasionó un movimiento popular en el que el batallón Tiradores se unió, provocando el derrocamiento de Calancha el 9 de marzo de 1865, siendo reemplazado provisionalmente por Gil Colunje. 
El 1 de agosto de 1867, junto con Manuel de la Espriella, organizó un complot para derrocar al presidente del Estado Olarte Galindo, pero fueron descubiertos y arrestados por el ejército. Todos los conspiradores posteriormente recibieron una amnistía, el 11 de septiembre del mismo año.